# Vĩnh Sơn, Anh Sơn
Vĩnh Sơn là một xã thuộc huyện Anh Sơn, tỉnh Nghệ An, Việt Nam.
Xã Vĩnh Sơn có diện tích 19,79 km², dân số năm 1999 là 3.668 người, mật độ dân số đạt 185 người/km².